# Nicole Vaidišová
Nicole Vaidišová Štěpánková (Nuremberg, Alemanya, 23 d'abril de 1989) és una extennista txeca que fou professional entre 2003 i 2016.
Vaidišová fou una estrella emergent del tennis femení que fou Top 10 del rànquing individual amb només disset anys gràcies a un magnífic servei i el seu estil de joc agressiu. Malgrat arribar al setè lloc del rànquing, els seus resultats van començar a ser decebedors poc després i es va retirar l'any 2010 per la seva manca d'interès. Va retornar al circuit professional l'any 2014 però es va retirar definitivament dos anys després a causa de diverses lesions.
En el seu palmarès hi ha sis títols individuals del circuit WTA. Va formar part de l'equip txec de la Copa Federació.

## Biografia
Filla de Riana, té tres germans petits anomenats Filip, Oliver i Toby. Va viure a Alemanya fins als sis anys, llavors la família es va traslladar a Txèquia. La seva mare la va iniciar al tennis, i el seu padrastre Alex Kodat fou el seu primer entrenador.
A finals de 2007 va iniciar una relació amb el també tennista txeca Radek Štěpánek, onze anys més gran. La parella es va casar el 17 de juliol de 2010 a Praga, però tres anys després van anunciar el seu divorci. Tanmateix, l'any 2018 van tornar a casar-se i van tenir una filla anomenada Stella.
Va assistir a l'acadèmia de tennis de Nick Bollettieri, a Bradenton, i la seua principal arma guanyadora és el servei. La jugadora txeca, a la seua curta edat, var tenir actuacions brillants enfront de jugadores de la talla de Venus Williams -encara que siga la major de les Williams l'única estadística negativa de la txeca en una final, ja que només davant d'ella ha perdut després d'arribar a l'últim partit d'un torneig-, Amélie Mauresmo i Jelena Janković.
En el seu millor acompliment en un Gran Slam, cauria enfront d'una guerrera Svetlana Kuznetsova en les semifinals de Roland Garros 2006, a qui arribà a tenir junyida, abans de cedir el partit acusant la seua inexperiència en aquestes instàncies decisives. En Austràlia repetiria la mateixa brillant actuació, arribant a semifinals sense cap problema, per a caure amb la llavors sorprenentment recuperada Serena Williams, qui trencant tots els pronòstics arribaria a la final, derrotant a la jove txeca per marcador de 7-6 (amb desempat 7-5) i de 6-4. Cap aclarir que Vaidišová alçaria 5 punts per partit, abans de caure davant la major solidesa de la jugadora estatunidenca, qui d'aquesta forma li llevaria la il·lusió a Nicole, de poder arribar a la seua primera final d'un gran. No obstant això, l'ascens en l'Obert d'Austràlia, significaria la seua consolidada irrupció entre les millors 10 jugadores del món, confirmant la seua gran actuació del 2006 al llarg de la temporada, amb grans actuacions.

## Palmarès

### Individual: 7 (6−1)
| Llegenda                     |
| ---------------------------- |
| Grand Slam (0−0)             |
| WTA Tour Championships (0−0) |
| Tier I (0−0)                 |
| Tier II (0−0)                |
| Tier III (3−1)               |
| Tier IV (2−0)                |
| Tier V (1−0)                 |

| Títols per superfície |
| --------------------- |
| Dura (5−0)            |
| Gespa (0−0)           |
| Terra batuda (1−1)    |

| Resultat   | Núm. | Data                 | Torneig              | Superfície   | Oponent          | Marcador              |
| ---------- | ---- | -------------------- | -------------------- | ------------ | ---------------- | --------------------- |
| Guanyadora | 1.   | 15 d'agost de 2004   | Vancouver, Canadà    | Dura         | Laura Granville  | 2−6, 6−4, 6−2         |
| Guanyadora | 2.   | 17 d'octubre de 2004 | Taixkent, Uzbekistan | Dura         | Virginie Razzano | 5−7, 6−3, 6−2         |
| Finalista  | 1.   | 21 de maig de 2005   | Istanbul, Turquia    | Terra batuda | Venus Williams   | 3−6, 2−6              |
| Guanyadora | 3.   | 2 d'octubre de 2005  | Seül, Corea del Sud  | Dura         | Jelena Janković  | 7−5, 6−3              |
| Guanyadora | 4.   | 9 d'octubre de 2005  | Tòquio, Japó         | Dura         | Tatiana Golovin  | 7−6(4), 3−2, retirada |
| Guanyadora | 5.   | 16 d'octubre de 2005 | Bangkok, Tailàndia   | Dura         | Nàdia Petrova    | 6−1, 6−7(5), 7−5      |
| Guanyadora | 6.   | 28 de maig de 2006   | Estrasburg, França   | Terra batuda | Peng Shuai       | 7−6(7), 6−3           |

## Trajectòria

### Individual
| Open d'Austràlia | A    | 3R          | 4R          | SF          | 4R    | 1R          | A           |             | A           | 0 / 5    | 13 − 5   |
| Roland Garros | Q3   | 2R          | SF          | QF          | 1R    | 1R          | A           |             | A           | 0 / 5    | 10 − 5   |
| Wimbledon | Q1   | 3R          | 4R          | QF          | QF    | 1R          | A           |             | A           | 0 / 5    | 13 − 5   |
| US Open | 1R   | 4R          | 3R          | 3R          | 2R    | Q1          | A           |             | A           | 0 / 5    | 8 − 5    |
| Jocs Olímpics | A    | No celebrat | No celebrat | No celebrat | 1R    | No celebrat | No celebrat | No celebrat | No celebrat | 0 / 1    | 0 − 1    |
| Total Victòries−Derrotes | 14−5 | 48−15       | 39−16       | 37−14       | 19−19 | 7−12        | 1−1         |             | 1−3         | 166 − 85 | 166 − 85 |
| Rànquing final d'any | 77   | 15          | 10          | 12          | 41    | 188         | 495         |             | 257         |          |          |
| Llegenda: G: Guanyadora; F: Finalista; SF: Semifinalista; QF: Quarts de final; Q: Qualificació; A: Absent; RR: Round Robin; |      |             |             |             |       |             |             |             |             |          |          |

### Dobles femenins
| Open d'Austràlia | A   | A           | 1R          | 1R          | 3R  | A   | A  | 0 / 3 | 2 − 3 |
| Roland Garros | A   | A           | 1R          | A           | A   | 1R  | A  | 0 / 2 | 0 − 2 |
| Wimbledon | A   | 1R          | 2R          | 2R          | A   | 1R  | A  | 0 / 4 | 2 − 4 |
| US Open | A   | A           | A           | A           | A   | A   | A  | 0 / 0 | 0 − 0 |
| Jocs Olímpics | A   | No celebrat | No celebrat | No celebrat | 1R  | NC  | NC | 0 / 1 | 0 − 1 |
| Rànquing final d'any | 747 | 192         | 187         | 218         | 245 | 481 | −  |       |       |
| Llegenda: G: Guanyadora; F: Finalista; SF: Semifinalista; QF: Quarts de final; Q: Qualificació; A: Absent; RR: Round Robin; |     |             |             |             |     |     |    |       |       |